# Уна (присілок)
Уна (рос. Уна) — присілок в Приморському районі Архангельської області Російської Федерації.
Населення становить 72 особи. Входить до складу муніципального утворення Пертоминське поселення.

## Історія
Від 2004 року входить до складу муніципального утворення Пертоминське поселення.

## Населення
| 2002 | 2009 | 2010 | 2012 |
| ---- | ---- | ---- | ---- |
| 92   | ↘81  | ↘69  | ↗72  |